# Кедринський заказник
Ке́дринський зака́зник — ботанічний заказник загальнодержавного значення в Україні. Розташований у Тячівському районі Закарпатської області, на північний схід від села Лопухів. Заказник розташований на південно-східних схилах хребта Кедрин (частина Ґорґанів), в басейні потоку Кедрин (права притока Брустурянки. 
Площа заказника — 166 га. Статус присвоєно згідно з рішенням облвиконкому від 25.07.1972 року № 243, постанови РМ УРСР від 28.10.1974 року № 500, рішенням облвиконкому від 23.10.1984 року № 253. Перебуває у віданні ДП «Брустурянське ЛМГ» (Кедринське л-во, кв. 9, вид. 1-8, 10-24, 27, 30, 31, 36-40, 42-48). 
Охороняється природний лісовий масив, де збереглися модриново-кедрово-ялинові фітоценози. Особливо цінний ендемік — модрина польська (Larix polonica). В Українських Карпатах, крім цього, відоме тільки ще одне природне місце поширення модрини польської — в урочищі Манява, Івано-Франківської області. У Кедринському заказнику також росте реліктовий вид — сосна кедрова європейська, яка на території заказника має ширший діапазон висотного поширення, ніж в інших місцевостях Українських Карпат. Модрина зростає в резерваті поодиноко або у вигляді груп на південних та прилеглих до них схилах у межах висот 1080–1240 м. Основний її осередок зберігся на висоті 1200 м на південному схилі. Деревостан має вік 130–170 р. У другому ярусі трапляється береза повисла, зрідка бук, горобина звичайна. Кам'яні осипища зайняті гірською сосною. 
Трав'яно-чагарничковий покрив утворюють чорниця, брусниця, куничник волохатий, ожина шорстка, баранець звичайний. Багатий також тваринний світ заказника. Тут трапляються ведмідь бурий, куниця кам'яна, глухар, горіхівка, саламандра тощо. До Червоної книги України занесені: з рослин — модрина польська та сосна кедрова європейська, серед тварин — кіт лісовий, з птахів — сокіл-сапсан. 
Кедринський заказник має важливе наукове значення для дослідження історії розвитку лісів у голоцені, а також практичне значення як насіннева ділянка.